# Constance Lloyd
Constance Wilde (2 de gener de 1859, a Dublín, Irlanda, llavors pertanyent al Regne Unit–7 d'abril de 1898 a Gènova, Itàlia) nascuda com a Constance Mary Lloyd, fou la muller del dramaturg Oscar Wilde i mare dels seus dos fills, Cyril i Vyvyan.

## Biografia
Filla d'Horace Lloyd, un advocat irlandès, i d'Adelaide Atkinson Lloyd, es va casar amb Wilde el 29 de maig de 1884, i va tenir els seus dos fills dos anys després del matrimoni. El 1888 publicà el llibre There Was Once ('Una vegada hi havia'), basat en les històries per a nens que havia escoltat de la seva àvia. Constance i el seu marit van estar involucrats també en el moviment de reforma del vestit.
Es desconeix fins a quin punt Constance estava al corrent de les relacions homosexuals del seu espòs. El 1891 coneix l'amant d'Oscar, lord Alfred Douglas, quan el mateix Wilde el va portar a casa de visita, justament l'època en què Wilde vivia més en hotels que a la seva casa de Tite Street. Des del naixement del seu segon fill, Vyvyan, la relació entre Constance i Oscar s'havia tornat distant. S'afirma que en una ocasió, quan Wilde advertia els seus fills sobre què podria succeir als nens entremaliats que feien plorar les seves mares, els nens li van preguntar què era llavors el que els passava als pares absents que feien plorar les seves mares. La relació de Wilde amb els seus fills, però, sempre es va mantenir en bons termes.

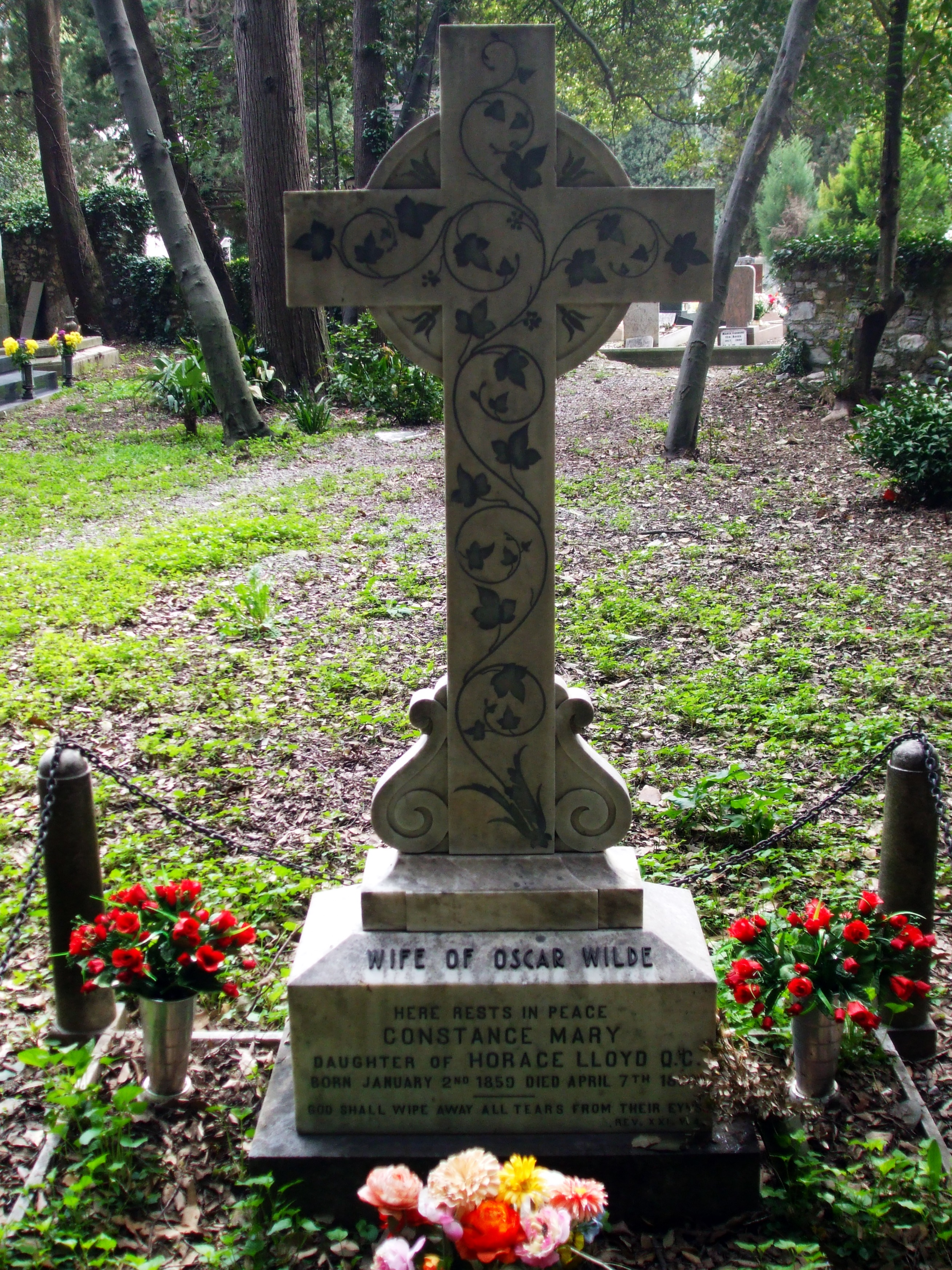
Tomba de Constance Lloyd, al cementiri de Staglieno a Gènova, Itàlia

El 1895, per la seva ignorància en el tema, Constance es va mostrar confosa i consternada quan Oscar va ser jutjat i empresonat per l'acusació d'«indecència greu».
Després de l'empresonament de Wilde, Constance va canviar el seu cognom i el dels seus fills a «Holland», per mantenir-se al marge de l'escàndol de Wilde. La parella mai es va divorciar, i encara que Constance va visitar Oscar a la presó per donar-li la notícia que la seva mare havia mort, més tard el va obligar a renunciar als seus drets de paternitat. Alliberat de la presó, Constance es va negar a enviar diners a Wilde, llevat que hagués trencat relacions amb lord Alfred Douglas, el seu amant. Una caiguda per les escales, a la casa que havia compartit amb Wilde, va deixar Constance amb paràlisi. Finalment, va morir el 7 d'abril de 1898, després d'una cirurgia de columna. Va ser sepultada a Gènova, Itàlia.